# 1 Arietis
Désignations
1 Arietis est une étoile binaire de la constellation du Bélier. 1 Arietis est sa désignation de Flamsteed. La paire a une magnitude apparente (combinée) de 5,86, la rendant faiblement observable à l'œil nu. Sur la base d'un décalage annuel de la parallaxe de 5,57 mas, la distance des deux étoiles est d'environ 590 années-lumière (180 parsecs). En 2016, le composant secondaire avait une séparation angulaire de 2,90″ et avec un angle de position de 165° par rapport au composant primaire. Elles s'éloignent du Système solaire avec une vitesse radiale héliocentrique de +7 km/s
L'étoile la plus brillante, désignée 1 Arietis A, est une étoile géante de magnitude 6,40 et de type spectral K1III. Le composant secondaire, 1 Arietis B, est une étoile blanche de la séquence principale de magnitude 7,20 et de spectral A6V. Helmut Abt (1985) a classé cette étoile comme A3IV, correspondant à une étoile sous-géante plus évoluée.